# Aire d'attraction de Longué-Jumelles
L'aire d'attraction de Longué-Jumelles est un zonage d'étude défini par l'Insee pour caractériser l’influence de la commune de Longué-Jumelles sur les communes environnantes. Publiée en octobre 2020, elle se substitue à l'aire urbaine de Longué-Jumelles, qui comportait 2 communes dans le dernier zonage qui remontait à 2010.

## Définition
L'aire d'attraction d'une ville est composée d’un pôle, défini à partir de critères de population et d’emploi ainsi que d’une couronne constituée des communes dont au moins 15 % des actifs travaillent dans le pôle. Le pôle d’attraction constitue ainsi un point de convergence des déplacements domicile-travail,.

## Type et composition
L’aire d'attraction de Longué-Jumelles est une aire intra-départementale qui comporte 2 communes en Maine-et-Loire. 
Elle est catégorisée dans les aires de moins de 50 000 habitants, une catégorie qui regroupe 12,2 % au niveau national.

### Carte

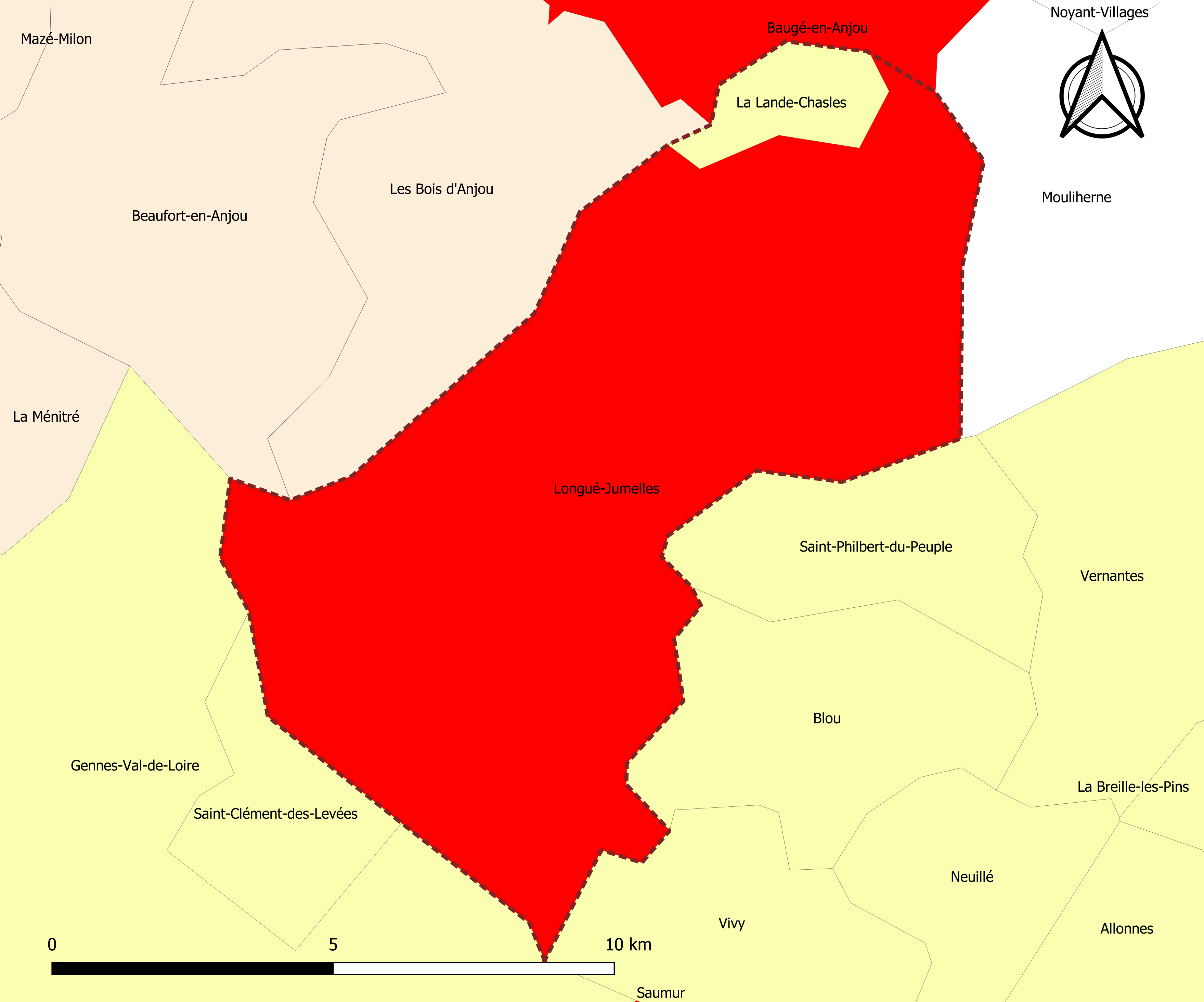
Carte de l'aire d'attraction de Longué-Jumelles.
Commune-centre
Commune de la couronne

### Composition communale
| Nom                              | Code Insee | Département    | Statut                 | Superficie (km2) | Population (dernière pop. légale) | Densité (hab./km2) | Modifier                                    |
| -------------------------------- | ---------- | -------------- | ---------------------- | ---------------- | --------------------------------- | ------------------ | ------------------------------------------- |
| Longué-Jumelles (commune-centre) | 49180      | Maine-et-Loire | commune-centre         | 96,20            | 6 583 (2022)                      | 68                 | modifier les données · modifier les données |
| La Lande-Chasles                 | 49171      | Maine-et-Loire | commune de la couronne | 5,17             | 119 (2022)                        | 23                 | modifier les données · modifier les données |